# Simon Bengtsson
Simon Fredrik Bengtsson, född 2 april 1860 i Åmål, död 23 juni 1939 i Lund, var en svensk zoolog och entomolog.
Bengtsson blev filosofie kandidat vid Lunds universitet 1889, filosofie licentiat 1896 och filosofie doktor 1897. Han var amanuens vid zoologiska institutionen i Lund 1889–1897. Vidare blev Bengtsson docent i zoologi 1898 och i entomologi 1905, var vikarierande universitetsadjunkt 1899 och föreståndare för universitetets entomologiska avdelning 1900–1929. Han arbetade även vid läroverket i Skara 1897–1898. Utöver anatomiska och morfologiska studier lade Bengtsson mycket energi på praktisk-biologiska problem, bland annat noggranna undersökningar av barrskogsnunnan. Han invaldes 1907 som ledamot av Fysiografiska sällskapet i Lund.
Bengtsson var son till kontraktsprosten Simon Bengtsson och dennes fru Clara Fredrika Engblad. Han gifte sig 1898 med Ingeborg Peterson (1866–1935). Makarna Bengtsson var föräldrar till litteraturvetaren Simon P.G. Bengtsson (1904–1991). De är begravda på Norra kyrkogården i Lund.

## Biografi i urval
- Studier över insektslarver, I (1897)
- Über sogen. Herzkörper bei Insektenlarven (1899)
- Studier och iakttagelser öfver humlor (1903)
- Minnesteckning öfver C. G. Thomson (1900)
- Beiträge zur Kenntnis den paläarkt. Ephemeriden (1909)
- Biologiska undersökningar öfver nunnan (Lymantria monacha L), dess parasiter och sjukdomar (1902)
- Zur Morphologie des Insektenkopfes (1905)
- An Analysis of the Scandinavian Species of Ephemerida Described by Older Authors (1912)
- Neue Ephemeriden aus Schweden (1912)
- Bemerkungen über die nordische Arten der Gatt. Cloëon (1914)
- Weitere Beiträge zur Kenntnis den nordische Eintagsfliegen (1917)
- Undersökningar öfver äggen hos Ephemeriderna (1913)
- Braconologische Beiträge (1918)